# Thập niên 390 TCN
Thập niên 390 TCN hay thập kỷ 390 TCN chỉ đến những năm từ 390 TCN đến 399 TCN.